# Jean-Pierre Mailho
Jean-Pierre Mailho est un homme politique français né le 5 janvier 1757 à Castelnau (Hautes-Pyrénées) et décédé à une date inconnue.
Homme de loi, il est administrateur du département, puis juge de paix. Il est député des Hautes-Pyrénées de 1791 à 1792, siégeant dans la majorité.